# هیروینگ لوزانو
هیروینگ رودریگو لوزانو باهنا (اسپانیایی: Hirving Rodrigo Lozano Bahena‎؛ زادهٔ ۳۰ ژوئیهٔ ۱۹۹۵) بازیکن فوتبال اهل مکزیک است که برای باشگاه آیندهوون بازی می‌کند.

وی همچنین در تیم ملی فوتبال مکزیک بازی می‌کند.